# Округ Теплице
Округ Теплице (чеш. Okres Teplice) је округ у Устечком крају, у Чешкој Републици. Административно средиште округа је град Теплице.

## Становништво
Према подацима о броју становника из 2012. године округ је имао 128.464 становника.